# Maurice Boutterin
Maurice Boutterin né le 14 août 1882 à Besançon et mort le 14 novembre 1970 à Paris est un architecte français.

## Biographie
Fils de l'architecte Marcel Boutterin (1842-1915), il étudie à l'École des beaux-arts de Paris, Maurice Boutterin reçoit la médaille de la fondation Bouwens de Boijen. Il obtient le second grand prix de Rome d’architecture en 1909, puis le premier grand prix en 1910, et enfin le grand prix d’urbanisme et d’architecture quelques années plus tard. Il devient Architecte des bâtiments civils et palais nationaux à Paris, et construit une centaine d’immeubles et d’hôtels particuliers.
Il réalisera l'architecture des monuments aux morts de Pontarlier (1921-1922), Montbéliard (1922-1924), Besançon (1924) et Vesoul (1925).
En 1929, il est chargé du chantier de l'église Saint-Martin d'Hénin-Beaumont.
Maurice Boutterin est chargé du plan d’extension de Besançon dans les années 1930. Il participe aussi à la construction de nombreux édifices franc-comtois et il remporte le concours pour la construction de l’hôpital psychiatrique de Novillars. Il conçoit le monument aux morts de la Première Guerre mondiale en contrebas de l'esplanade de la gare Viotte où il est resté jusqu'en 2012, date à laquelle il a été partiellement détruit et déplacé lors des travaux du tramway.
Il devient membre de l’Académie des sciences, belles-lettres et arts de Besançon et de Franche-Comté en 1925. De 1937 à 1941, il est professeur chef d'atelier associé à l'école des beaux-arts de Paris avec Gabriel Héraud (1866-1941) et Marcel Chappey (1896-1983)
Il est promu officier de la Légion d’honneur en octobre 1948.
Il meurt le 14 novembre 1970 dans le 16e arrondissement de Paris où il résidait. La bibliothèque municipale de Besançon et le musée des Beaux-Arts de Besançon conservent des aquarelles, dessins, plans et archives de cet architecte.